# Palm Cove
Palm Cove är en del av en befolkad plats på Australiens ostkust  i kommunen Cairns och delstaten Queensland, omkring 1 400 kilometer nordväst om delstatshuvudstaden Brisbane. Antalet invånare är 1 500.
Palm Cove har en lång sandstrand längs kusten med en bergig udde vid Buchan Point i norr. 
Närmaste större samhälle är Redlynch, omkring 15 kilometer söder om Palm Cove. Omgivningarna runt Palm Cove är en mosaik av jordbruksmark och naturlig växtlighet. Genomsnittlig årsnederbörd är 1 800 millimeter. Den regnigaste månaden är mars, med i genomsnitt 445 mm nederbörd, och den torraste  september, med 23 mm nederbörd.